# Даница Карагеоргиевич
Даница Карагеоргиевич (серб. Даница Карађорђевић / Danica Karađorđević, в девичестве — Маринкович (серб. Маринковић / Marinković, род. 17 августа 1986, Белград) — сербско-французский графический дизайнер и жена принца Филиппа, сына наследного принца Александра Сербского, и, таким образом, она является членом дома Карагеоргиевичей, свергнутой королевской семьи Югославии и Сербии.

## Ранние годы и образование
Принцесса Даница родилась в Белграде, Югославия (ныне Сербия) 17 августа 1986 года как Даница Маринкович. Она является дочерью Милана «Циле» Маринковича (р. 1947 в Белграде), художника-импрессиониста, и его жены Зорики «Беба» Крупеж. С 1992 года Даница жила в Париже, где закончила там своё образование и получила французское гражданство. Она окончила факультет графического дизайна и визуальных коммуникаций в Академии прикладных искусств в Париже и факультет сравнительного литературоведения и славистики в Университете Сорбонна в Париже. В Лондоне получила степень магистра в области графического дизайна и коммуникаций в Колледже искусств Челси от Лондонского университета искусств.

## Личная жизнь

### Графический дизайнер
Хорошо известная под артистическим именем Дана Маар (стилизовано как Дана МААР), помимо основной профессии графического дизайнера, она творчески выражает себя как коллажист. Её уже узнаваемый стиль проявляется через коллажи, которые она создает и активно выставляет на персональных и групповых выставках и художественных ярмарках, таким образом становясь частью культурной среды как Белграда, так и Парижа. Среди многочисленных персональных выставок в Белграде, у принцессы Даницы были персональные выставки в парижских галереях: «Galerie Origines» и «Galleries Artessepia» в 2007 и 2008 годах соответственно. Её работы также выставлялись на биеннале современного искусства в Париже в 2008, 2010 и 2014 годах. С 2010 года она является членом Ассоциации художников и дизайнеров прикладного искусства Сербии в разделе дизайна.

### Брак и дети
24 июля 2017 года было объявлено о ее помолвке с принцем Филиппом. Они поженились 7 октября 2017 года в соборе Святого Михаила Архангела в Белграде. Их свидетелями были Виктория, кронпринцесса Швеции, и старший брат Филиппа принц Пётр. Также присутствовали несколько членов иностранных королевских семей, в том числе испанская королева София, принцесса Анна, герцогиня Калабрийская, принц Гийом Люксембургский с женой Сибиллой Люксембургской, принц Амин Ага Хан, принцесса Джит Набха Кхемка, а также многочисленные родственники и гости королевской семьи Караджорджевичей и семьи Маринкович, включая председателя Народной скупщины Сербии Майю Гойкович и других. Это была первая королевская свадьба в Сербии с 1922 года, когда обручились король Александра I и принцессы Марии Румынской, прадеда и прабабушки её мужа по отцовской линии. Её свадебное платье было создано сербским модельером Роксандой Илинчич.
Принцесса Даница родила сына, принца Стефана, в Белграде 25 февраля 2018 года в 10:30 утра. Стефан — первый ребёнок мужского пола, рождённый в королевской семье на сербской земле за 90 лет, последнее такое рождение было у принца Томислава в Белграде в 1928 году. Принц был крещён 15 декабря 2018 года в часовне Королевского дворца в Белграде. Даница родила дочь, принцессу Марию, 5 ноября 2023 года в Белграде.

## Публичная жизнь

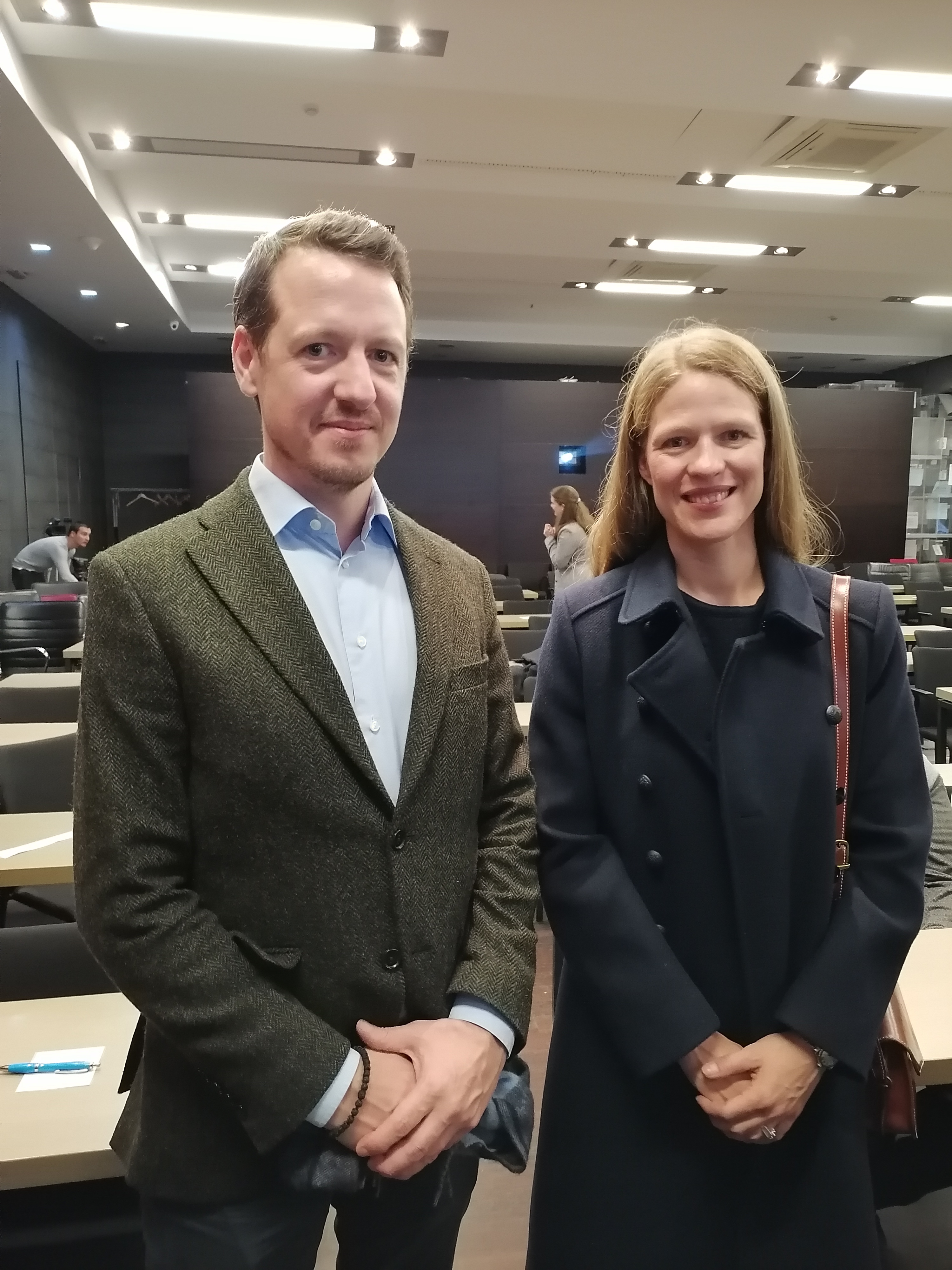
Принц Филипп и принцесса Даница в ноябре 2022 года

### Принцесса в Сербии (2020—2022)
Принцесса Даница и ее семья жили в Лондоне после 2017 года, но с июля 2020 года они переехали и в настоящее время живут в Белграде.
22 ноября 2020 года принцесса Даница и принц Филипп были единственными членами Дома Карагеоргиевичей, которые присутствовали на заупокойной службе патриарха Сербского Иринея в церкви Святого Саввы. Принцесса Даница и принц Филипп также были единственными членами Дома Карагеоргиевичей, которые присутствовали на интронизации новоизбранного патриарха Порфирия 19 февраля 2021 года в соборе Святого Михаила в Белграде.
13 сентября 2021 года Даница и её муж посетили Святую литургию, которую возглавил Патриарх Порфирий в монастыре Ясеновац в Хорватии, а также посетили концентрационный лагерь Ясеновац и памятник «Каменный цветок», став первыми членами Дома Карагеоргиевичей, посетившими это мемориальное место со времен Второй мировой войны.
9 января 2022 года Даница и её муж посетили празднование национального дня Республики Сербской, одного из двух субъектов Боснии и Герцеговины, в Баня-Луке.

### Наследная принцесса (2022—н.в.)
27 апреля 2022 года принцесса Даница стала свидетельницей того, как ее зять принц Пётр отказался от титула наследного принца Сербии и Югославии — за себя и своих потомков — в пользу её мужа Филиппа, сделав её наследной принцессой. Церемония прошла в Севилье в «Доме Пилата» в присутствии матери Петра и Филиппа принцессы Марии да Глории Орлеанской-Брагансской и герцогини Сегорбской, а также других.
С 2024 года она и ее семья проживают в Соломенном доме.

## Награды
- Большой крест ордена Святого Саввы (дом Карагеоргиевичей, 11 мая 2024 года)[29]